# Dubouzetia elegans
Dubouzetia elegans är en tvåhjärtbladig växtart som beskrevs av Brongn. & Gris. Dubouzetia elegans ingår i släktet Dubouzetia och familjen Elaeocarpaceae. Utöver nominatformen finns också underarten D. e. novoguineensis.